# Roberto Pablo Cabrera
Roberto Pablo Cabrera (Rosario, Santa Fe, 20 de junio de 1969) es un exfutbolista argentino que jugaba como arquero.

## Trayectoria

### Central Córdoba
Cabrera debutó en Central Córdoba en 1987. En 1988 se coronó campeón de la C Metropolitana y ascendió a la B Metropolitana. En 1991 se consagró campeón de la B Metropolitana y obtuvo el ascenso a la B Nacional. Jugó en el equipo rosarino hasta 1993.

### Deportivo Mandiyú
En 1993 pasó a Deportivo Mandiyú. En el equipo correntino jugó hasta 1995.

### Talleres
De cara a la temporada 1995/96 se unió a Talleres. Con el club cordobés llegó a la final por el campeonato, pero terminó cayendo.

### Atlético Tucumán
En el año 1996 se mudó a San Miguel de Tucumán y se sumó a Atlético Tucumán. En el decano tuvo un breve paso.

### Atlético Rafaela
En 1997 llegó a Atlético Rafaela. En la crema tuvo un corto paso.

### Instituto
En 1997 pasó a Instituto. En 1999 se coronó campeón de la B Nacional y logró el ascenso a Primera División. En la gloria jugó hasta el 2000.

### Olimpo
En el año 2000 se sumó a Olimpo. En el equipo bahiense disputó una temporada.

### Racing de Córdoba
En 2001 llegó a Racing de Córdoba. En el 2004 se consagró campeón del Argentino A y completo el retorno del club a la B Nacional. En la academia cordobesa jugó hasta el 2005.

### Independiente de La Rioja
En la temporada 2005/06 se unió a Independiente de La Rioja, donde se retiró del fútbol.

## Clubes
| Club                      | País      |
| ------------------------- | --------- |
| Central Córdoba           | Argentina |
| Deportivo Mandiyú         | Argentina |
| Talleres                  | Argentina |
| Atlético Tucumán          | Argentina |
| Atlético Rafaela          | Argentina |
| Instituto                 | Argentina |
| Olimpo                    | Argentina |
| Racing de Córdoba         | Argentina |
| Independiente de La Rioja | Argentina |

## Palmarés
| Título          | Equipo            | País      | Año     |
| --------------- | ----------------- | --------- | ------- |
| C Metropolitana | Central Córdoba   | Argentina | 1987/88 |
| B Metropolitana | Central Córdoba   | Argentina | 1990/91 |
| B Nacional      | Instituto         | Argentina | 1998/99 |
| Argentino A     | Racing de Córdoba | Argentina | 2003/04 |